# لایف پرینتزلاو
لایف پرینتزلاو (دانمارکی: Leif Printzlau؛ زادهٔ ۱۶ دسامبر ۱۹۴۸) بازیکن فوتبال اهل دانمارک بود.
وی همچنین در تیم‌های ملی فوتبال زیر ۲۱ سال دانمارک و دانمارک بازی کرده‌است.